# Егор (белуха)
Егор — кличка белухи, который стал известен после того, как попытался вырваться из вольера дельфинария в Крыму и получил множественные травмы. Первая белуха в  России, начавшая выступать в шоу дельфинов.

## Биография
Егора поймали в Белом море в подростковом возрасте. Его отвезли в крымский дельфинарий в Коктебеле, в котором он прослужил несколько лет, давая представления. Вместе с другим известным белухой Бризом Егор сделал попытку убежать из вольера, в котором оба невольника обнаружили прореху. Бризу удалось сбежать, а Егор застрял и получил многочисленные травмы. После медицинской операции Егора отправили в Московский дельфинарий, в котором он прослужил 16 лет под руководством дрессировщицы Аллы Азовцевой.
29 июня  2010 года находящегося в тяжёлом состоянии Егора отправили на отдых  ближе к Белому морю, в бухту Нильмогуба в Карелии. 23 июля того же года он был переведён в дайв-центр «Полярный круг» в Санкт-Петербурге. Зимой  дельфин исчез. 
В 2012 году вышел документальный фильм «Тайна белого беглеца» режиссёра Владимира Марина, посвящённый Егору и получивший приз МКФ «Человек и Природа». Также он является одним из героев картины документалистов Гаянэ Петросян и Татьяны Белей «Рождённые свободными» (2015).      Судьба Егора вдохновила учёных-океанологов для более пристального изучения белух.  